# Əcaxur
Əcəxur è un comune dell'Azerbaigian situato nel distretto di Qusar. Conta una popolazione di 786 abitanti.